# Villaescusa de Roa
Villaescusa de Roa è un comune spagnolo di 105 abitanti situato nella comunità autonoma di Castiglia e León.